# Indrik
În mitologia rusă, Indrik este o ființă fabuloasă, stăpână peste toate celelalte animale. Locuiește pe "Muntele Sfânt, acolo unde nimeni nu a pătruns vreodată". Atunci când Indrik se agită, pământul se cutremură. Această bestie are două coarne și după unele legende a salvat odată omenirea de la secetă.